# Балхаш (аеропорт)
Аеропо́рт «Балха́ш» (IATA: BXH, ICAO: UAAH)  — аеропорт міста Балхаш в Казахстані. Знаходиться за 5 кілометрів на північ від міста.
Летовище Балхаш третього класу, здатне приймати повітряні судна Іл-76, Ту-154 та інші більш легкі, а також вертольоти всіх типів. Довжина штучної ЗПС 2500 м. У минулому експлуатувалася також ґрунтова злітно-посадкова смуга, але в наш час[коли?] вона закрита.
Аеропорт Балхаш є філією авіакомпанії АТ «Жезказган Ейр», 100% акцій якої, у свою чергу, належать ТОО «Казахмис». У 2007-2008 роках за рахунок фінансової підтримки ТОО «Казахмис» був проведений капітальний ремонт аеровокзалу і частково злітно-посадкової смуги аеропорту.
На летовищі базується військова авіація — Центр підготовки льотного складу (літаки Л-39). Тут також розташований балхаський авіаційно-спортивний клуб, який здійснює парашутні стрибки на території летовища.

## Авіалінії та напрямки
| Авіакомпанія | Пункт призначення            |
| ------------ | ---------------------------- |
| ZhezAir      | Алмати, Караганда, Жезказган |